# Pixies
I Pixies sono un gruppo musicale rock alternativo statunitense, formatosi a Boston nel 1986 per volontà di Black Francis (voce e chitarra), Kim Deal (basso), David Lovering (batteria) e Joey Santiago (chitarra).
Considerata una delle band americane più importanti e influenti del rock alternativo della fine degli anni ottanta, i Pixies sono unanimemente riconosciuti tra i precursori di un particolare stile musicale che combina elementi di garage rock, noise, surf e power pop.
La loro popolarità crebbe ulteriormente soprattutto negli anni successivi al loro scioglimento, avvenuto nel 1993. Nel 2004 la band si è di nuovo riunita per una serie di tour mondiali con grande successo di pubblico.

## Storia

### 1986: gli inizi
I Pixies nascono nel gennaio del 1986 a Boston (Massachusetts), dall'idea di due chitarristi, studenti della locale università (University of Massachusetts Amherst): Joey Santiago e Charles Michael Kitridge Thompson IV (che da quel momento deciderà di chiamarsi semplicemente Black Francis o Frank Black). Dopo due settimane si unisce anche Kim Deal che, unica ad aver risposto ad un annuncio pubblicato da Francis sul settimanale Boston Phoenix per reclutare una bassista appassionata di Peter, Paul and Mary e Hüsker Dü, ottiene la parte pur non avendo mai suonato lo strumento prima, adottando il nome d'arte Mrs. John Murphy, che manterrà per tutto il periodo dei primi lavori della band Immediatamente il trio comincia a provare nell'appartamento della stessa Deal, la quale suggerisce poi ai due di inserire come batterista il suo amico David Lovering, conosciuto tempo prima al suo ricevimento di matrimonio. Prima di Lovering fu provinata per il ruolo di batterista anche la sorella della bassista, Kelley Deal.
Inizialmente, come nome, la band opta dapprima per "Things on Fire" e poi per "Pixies in Panoply" (successivamente abbreviato semplicemente in "Pixies"), scelti da Santiago mentre casualmente sfogliava un dizionario. Una volta scelto il nome e con una formazione stabile, verso la metà del 1986, il gruppo si trasferisce nella sala prove attrezzata nel garage dei genitori di Lovering e, dopo poco, inizia ad esibirsi dal vivo nei piccoli locali dell'area di Boston. La loro prima esibizione dal vivo avvenne il 1º settembre 1986 a Boston dove vennero eseguite le prime versioni di brani come Here Comes Your Man, Dig for Fire e Build High. Durante uno di questi concerti, assieme alle Throwing Muses, la band venne notata dal produttore Gary Smith dei Fort Apache Studios il quale, certo delle potenzialità commerciali del gruppo, s'incarica di produrre il loro primo demo-tape. Purple Tape (così come viene ricordato dai fans, per via del colore viola della copertina) venne così registrato nel marzo del 1987 a Boston, presso gli studios di Smith, dove la band riuscì a completare ben 17 pezzi in soli tre giorni di registrazione, finanziate dal padre di Francis al costo di 1000 dollari.
Il demo poi finì nelle mani di Ivo Watts-Russell, proprietario della casa discografica 4AD che, pur trovandoli poco originali e troppo tipicamente rock and roll, persuaso della sua ragazza, decise di ingaggiare la band. Otto pezzi di Purple Tape vennero quindi scelti per la pubblicazione del loro primo lavoro ufficiale, l'EP Come on Pilgrim.

### 1987:Come on Pilgrim
Pubblicato il 28 settembre del 1987, Come on Pilgrim deve il titolo al cantante di christian rock Larry Norman, il cui slogan «Come on Pilgrim, You Know He Loves You» («Vieni pellegrino, sai che lui ti ama») è anche ripreso anche in un verso del brano Levitate Me.
Come on Pilgrim mette subito in luce la vocazione della band all'autoironia e ai contenuti estremi nei testi, in maniera talvolta erudita e talaltra surreale e demenziale: dalle filastrocche in spagnolo in ricordo delle esperienze a Porto Rico di Francis (Vamos e Isla de Encanta), a tematiche controverse come l'incesto (Nimrod's Son e The Holiday Song) e la frustrazione sessuale (I've Been Tired), fino ai riferimenti religiosi ispirati all'infanzia passata con i genitori appartenenti al movimento pentecostale (Caribou e The Holiday Song).
Il disco evidenzia ben presto anche la varietà dei linguaggi musicali utilizzati dal gruppo fra hardcore, cowpunk, folk rock e acid rock e con la propensione a combinare nevrosi elettriche con dei raga psichedelici tipici dei primi Velvet Underground o con del country-blues stile Gun Club.
Una sintesi dei vari linguaggi del rock che dà vita a un sound che al tempo stesso è orecchiabile e dissonante, facile e complesso. Merito della propensione al suono irregolare della chitarra di Santiago, delle dolci armonie vocali di Deal e della sorprendente estensione vocale di Francis, che spazia dall'urlato alle semplici e tradizionali melodie.

### 1988:Surfer Rosa
(Kurt Cobain a proposito di Smells Like Teen Spirit, 27 gennaio 1994)
Il 1988 è l'anno della definitiva consacrazione della band che pubblica Surfer Rosa, primo album sulla lunga distanza, che fece loro guadagnare il successo di pubblico, critica e di gran parte dell'ambiente musicale: artisti e band quali David Bowie, Radiohead e U2 espressero infatti il loro apprezzamento per il lavoro del gruppo e lo stesso Kurt Cobain ammise l'influenza del quartetto di Boston sulla musica del suo gruppo, i Nirvana.
Registrato e prodotto da Steve Albini (ingaggiato da Watts-Russell su consiglio di un collega) presso il Q Division Studios situato a Somerville, nel Massachusetts e completato in due settimane, il disco venne pubblicato il 21 marzo del 1988 nel Regno Unito dalla 4AD (e poi distribuito negli Stati Uniti dalla Rough Trade) ed entrò nella Official Independent Chart la settimana successiva, piazzandosi al numero 2 e rimanendo per ben 60 settimane in classifica.
Musicalmente l'album ripropone il sound di base del gruppo: un garage-rock stravolto da contrasti estremi tra riff distorti, ritmi spasmodici e urla isteriche da una parte e ritornelli pop e melodie contagiose dall'altra. La produzione di Albini mette in risalto l'abilità del gruppo nell'alternare dolcezza e aggressività: strutture melodiche incendiate con miscele di hardcore e hard-rock, ritornelli elementari sventrati dalla violenza di urla e chitarre distorte.
Scritto quasi interamente da Black Francis, con la sola eccezione di Gigantic, firmato a due mani con Kim Deal, Surfer Rosa contiene molti brani che rimarranno tra i classici del gruppo di Boston (Where Is My Mind?, Cactus, Bone Machine).

### 1989:Doolittle
Forti del successo di Surfer Rosa, i Pixies firmarono un accordo di distribuzione con l'etichetta discografica statunitense Elektra Records e, sempre in questo periodo, la band intraprese un tour europeo assieme ai Throwing Muses che poi proseguì con una serie di date nel nord degli Stati Uniti. Durante le pause tra un concerto ed il successivo, Black Francis, iniziò a scrivere nuovo materiale per un futuro album e, parte di queste canzoni vennero poi registrate durante alcune session per lo show radiofonico di John Peel, nel 1988.
Per la produzione del loro secondo album l'etichetta decise di ingaggiare di nuovo Gil Norton, che aveva già lavorato con la band durante la registrazione della versione singola di Gigantic, nel maggio del 1988. Le session per l'album iniziarono il 31 ottobre 1988 presso il Downtown studios di Boston e terminarono tre settimane dopo, il 23 novembre.
Doolittle offre un mix eclettico di stili musicali anche se musicalmente risulta più lineare e meno eccentrico dei precedenti lavori e venne visto come un allontanamento dal suono grezzo di Come on Pilgrim e Surfer Rosa, soprattutto a causa dei grossi costi di produzione (il quadruplo rispetto a Surfer Rosa). Il rock abrasivo e acido dei primi dischi è tramutato e compresso in un più classico power-pop in contrasto con i soggetti insolito ed oscuri dei testi, con riferimenti al surrealismo, alla violenza biblica, alla tortura e alla morte. Brani veloci e aggressivi come Debaser, Tame, Crackity Jones si alternano a pezzi più tranquilli, melodici e costruiti attorno a semplici progressioni di accordi ripetuti.
L'album venne pubblicato il 17 aprile 1989 nel Regno Unito (e il giorno seguente negli Stati Uniti) suscitando reazioni molto positive di pubblico e critica tanto da ottenere recensioni ottime nelle pubblicazioni musicali più importanti e raggiungendo la posizione numero otto della Official Albums Chart, segnando il vertice della popolarità dei Pixies, consacrata anche dalle 150 date del successivo Sex and Death Tour.

### 1990:Bossanova
Successivamente alla pubblicazione di Doolittle, le tensioni tra Black Francis e Kim Deal crebbero ulteriormente tanto che la bassista venne quasi licenziata dalla band quando si rifiutò di suonare in un concerto a Francoforte. Durante questo periodo, di contro, Black Francis aumentò il suo controllo musicale sul gruppo, limitando al minimo l'apporto della Deal sia dal punto autoriale e compositivo che da quello interpretativo. "Kim era testarda e voleva inserire le sue canzoni, per esplorare il suo mondo" ricorda Joey Santiago intervistato da Mojo.
Tutti e quattro i componenti, comunque, mostrarono evidenti segni di stanchezza durante la fase post-Doolittle e i contrasti tra il frontman e la bassista continuarono per tutto il tour promozionale del disco negli Stati Uniti (il Fuck or Fight tour) tanto che, immediatamente dopo la data finale di New York, i Pixies annunciarono la comune decisione di voler interrompere momentaneamente l'attività.
Durante questo periodo, Santiago e Lovering optarono per una lunga vacanza, al contrario di Francis che si trasferì a Los Angeles, prima di iniziare un breve tour da solista. Kim Deal, invece, diede vita, assieme a Tanya Donelly delle Throwing Muses, alla bassista dei Perfect Disaster Josephine Wiggs e all'ex batterista degli Slint Britt Walford, una nuova band, i Breeders il cui album di debutto, Pod, venne pubblicato nel maggio del 1990.
In quello stesso anno, su richiesta di Francis, gli altri componenti del gruppo, inizialmente ad eccezione di Kim Deal, si trasferirono a Los Angeles con l'intenzione di iniziare le registrazioni del nuovo album presso il Cherokee Studios, prima di spostarsi al Master Control studio per concludere il lavoro.
La terza uscita discografica, Bossanova venne quindi pubblicata nel mese di agosto del 1990 dalla 4AD nel Regno Unito e dalla Elektra negli Stati Uniti. Prodotto da Gil Norton ed interamente scritto da Black Francis, il disco, al contrario del passato, venne quasi interamente elaborato in studio di registrazione e preceduto da sole due settimane di prove. "Scrivevo i testi su dei tovaglioli cinque minuti prima di cantare." racconta Francis "A volte va bene, a volte no. Ma questa è la natura di quel songwriting."

### 1991:Trompe le Monde

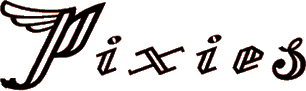
Il logo utilizzato per la copertina di Trompe le Monde.

Raggiunto l'apice della popolarità, i Pixies sembrano quindi aver perso gran parte della fantasia e della sfrontatezza che aveva caratterizzato i lavori precedenti minata soprattutto dalle mai placate lotte intestine tra Francis e Deal. Nonostante questi problemi e ad un passo dalla definitiva separazione, la band trovò il modo di pubblicare un altro album nel 1991, intitolato Trompe le Monde che, interamente scritto da Black Francis e prodotto da Gil Norton, venne registrato a gruppo oramai sciolto.
Registrato al Master Control, al Pacifique (entrambi a Burbank), allo Studio Des Dames di Parigi e all'Alanera di Londra, l'album vede musicalmente un ritorno alle sonorità aggressive dei primi lavori e, pur senza lo smalto e l'originalità contenuta in quei dischi, sfrutta al massimo la sperimentata combinazione tra le varie personalità della band di Boston, fondendo garage-rock, pop melodico e armonie caotiche e dissonanti. Accolto non molto positivamente dalla critica musicale specializzata, il disco venne pubblicato il 23 settembre 1991 dall'etichetta 4AD nel Regno Unito e dalla Elektra Records negli Stati Uniti, raggiungendo la posizione numero 7 nella Official Albums Chart e la numero 92 nella classifica americana Billboard 200.
Tra le varie tracce, il disco contiene anche una cover di Head On, brano dei Jesus and Mary Chain che, pubblicata come singolo, raggiunse la posizione numero 6 della Modern Rock Tracks, la classifica musicale statunitense contenuta nella rivista Billboard.
Successivamente alla sua pubblicazione la band si imbarcò in un lungo tour internazionale in grandi location europee e in piccoli club negli Stati Uniti a cui seguì, nel 1992, un discusso tour di supporto agli U2 (lo Zoo TV tour).

### 1993: lo scioglimento
(Black Francis)
Nel gennaio del 1993, in un'intervista a BBC Radio 5, all'insaputa degli altri membri della band, Black Francis annunciò lo scioglimento dei Pixies.
Dopo la rottura, i quattro si concentrarono sui propri progetti alternativi. Black Francis ha avviato la sua carriera solista, pubblicando tre album sotto il nome di Frank Black con un modesto successo commerciale: Frank Black nel marzo del 1993, Teenager of the Year nel maggio del 1994 e The Cult of Ray nel gennaio del 1996. Musicalmente, questi primi tre lavori solisti, segnano un progressivo allontanarsi dallo stile dei Pixies verso un songwriting con un approccio più maturo e meno aggressivo e con un'impronta più folk e country. Nel 1997 ha poi formato la band Frank Black and the Catholics (insieme a Scott Boutier, Eric Drew Feldman, Rich Gilbert, David McGaffrey e Dave Phillips) con cui pubblicò, nello stesso anno, un primo album omonimo, registrato dal vivo a due tracce (inizialmente come un semplice demo) e senza ulteriore produzione, seguito poi da Pistolero nel 1999, Dog in the Sand nel 2001, Black Letter Days e Devil's Workshop entrambi nel 2002, Show Me Your Tears nel 2003 e Frank Black Francis nel 2004. Dopo la riunione dei Pixies, Francis ha comunque continuato la sua prolifica carriera da solista, pubblicando (fino al 2011) altri otto album.
Kim Deal riprese l'attività con le Breeders con cui, nel 1993, pubblicò l'album Last Splash ottenendo un grande successo di critica e di pubblico, tanto da guadagnare il disco di platino ad un anno dalla sua uscita. Nel 1994, dopo l'uscita dell'EP Head to Toe e l'esibizione sul palco principale del festival Lollapalooza, il gruppo decise di prendersi un lungo periodo di pausa per permettere a Kelley Deal (sorella gemella di Kim) di iniziare un periodo di riabilitazione a causa della dipendenza da eroina. Nel 2002, le Breeders, con solo Kim e Kelley della formazione originale, pubblicarono un nuovo album dal titolo Title TK (TK sta per "to come" ed è un'espressione editoriale utilizzata, quando si modificano bozze, per indicare informazioni mancanti) e, dopo la riunione con i Pixies, nel 2008, anche un quarto disco, intitolato Mountain Battles. Durante gli otto anni di pausa, Deal, con il nome d'arte Tammy Ampersand, formò il gruppo The Amps, con cui ha registrato un solo album nel 1995, dal titolo Pacer. Il disco ha avuto un'accoglienza entusiasta da parte della stampa specializzata, seguita però da uno scarso successo commerciale. Oltre a questo, la Deal, ha anche prodotto musica per altri gruppi (Guided by Voices) e collaborato ad alcuni album: dalla parte vocale nel singolo Little Trouble Girl dei Sonic Youth (estratto dall'album del 1995, Washing Machine), ai cori nel brano Sunset Strip contenuto nell'album solista di Courtney Love dal titolo America Sweetheart, all'intro del brano Tales (Live from the Crypt) contenuta nell'album omonimo della band post-rock statunitense The For Carnation.
Dopo la separazione con i Pixies, Joey Santiago entrò in una fase depressiva per i successivi due anni, rimanendo però in buoni rapporti con Black Francis tanto da collaborare, successivamente, in alcuni suoi album solisti. Continuò poi a restare nell'ambiente musicale producendo colonne sonore per documentari cinematografici e televisivi e formando i The Martinis, assieme alla moglie Linda Mallari e con cui ha pubblicato, nel 2004, un album dal titolo Smitten. Sempre nel 2004 ha suonato nell'album Statecraft di Charles Douglas, nome d'arte dello scrittore statunitense Alex McAulay.

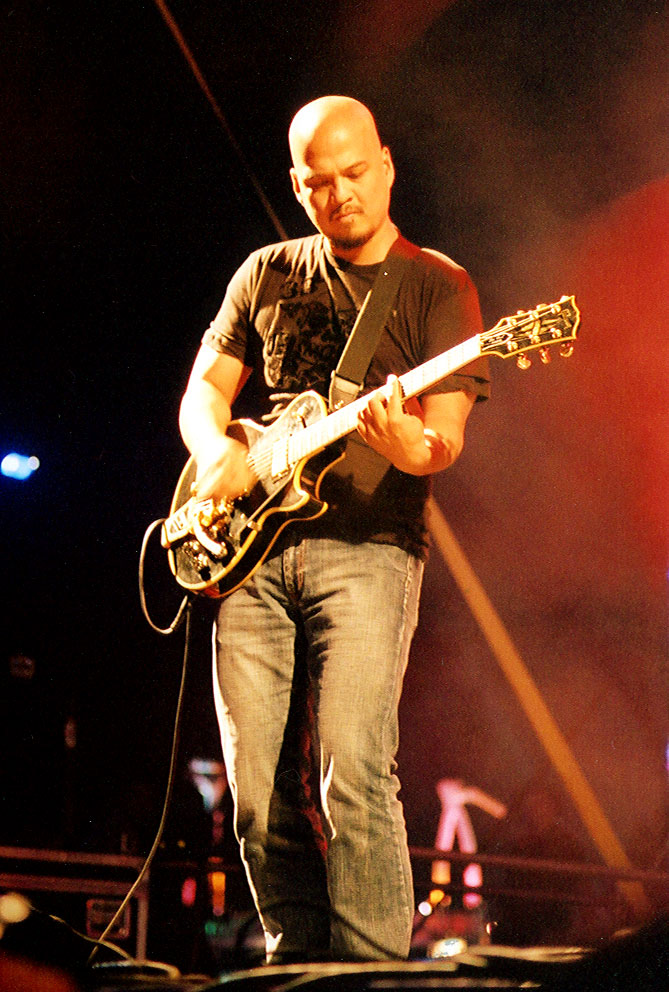
Joey Santiago.

David Lovering ha continuato a suonare la batteria, collaborando con diverse band, quali Nitzer Ebb, Cracker The Martinis e di supporto a Tanya Donelly. Verso la fine degli anni 1990, convinto dal suo amico Grant-Lee Phillips, partecipò ad una convention di maghi e, rimanendo molto colpito da alcuni illusionisti decise di intraprendere una carriera nella magia. Con il nome di The Scientific Phenomenalist, grazie anche alle sue conoscenze di ingegneria elettrica e alla sua esperienza di performer da palcoscenico ricavata grazie ai tantissimi concerti con i Pixies, Lovering attrezzò diversi spettacoli in cui eseguiva esperimenti scientifici e di fisica (vestito con un camice da laboratorio), rifuggendo quindi i trucchi magici tradizionali. Nel 2007 entrò a far parte dei The Unholy Three, un trio di maghi della cosiddetta magia alternativa e d'avanguardia, con cui si è esibito aprendo i concerti di artisti quali Black Francis, Grant-Lee Phillips, The Breeders, Camper Van Beethoven e all'edizione del 2002 del festival All Tomorrow's Parties, curata dagli Shellac.

### 2004: la reunion
(Kim Deal)
(Black Francis)
Negli 11 anni successivi allo scioglimento, molte voci si sono succedute circa una possibile riunione dei Pixies. Nel 2003, dopo una serie di telefonate tra i vari componenti, la band organizzò una serie di prove a cui fece seguito, un anno più tardi, la decisione di riunirsi per esibirsi dal vivo. Il 3 febbraio del 2004, la band ufficialmente confermò la volontà di riunirsi per un tour mondiale e, contro le più rosee aspettative, i biglietti per le prime date in Nord America, vennero esauriti in pochi minuti dalla loro messa in vendita. «Eravamo tutti un po' nervosi quando ci siamo incontrati» secondo Frank Black «ma dopo cinque minuti tutti sembravano completamente a loro agio ed è stato come se gli ultimi 11 anni non fossero mai passati.»
The Pixies suonarono il loro primo concerto post-reunion il 13 aprile del 2004 al Fine Line Music Cafe di Minneapolis a cui seguirono altre 15 date negli Stati Uniti e in Canada, culminate con l'esibizione al Coachella Valley Music and Arts Festival. Per quasi tutto il 2004 la band fu impegnata in un tour mondiale che toccò il Brasile, l'Europa, il Giappone e (di nuovo) gli Stati Uniti, terminato il 18 dicembre 2004 con l'esibizione all'Hammerstein Ballroom di New York e che fece incassare oltre 14 milioni di dollari in biglietti venduti. Il 13 dicembre la band si esibì anche al The Late Show with David Letterman, eseguendo Monkey Gone to Heaven. Visto il notevole successo commerciale del tour, il 3 maggio del 2004, la 4AD decise di pubblicare la raccolta Wave of Mutilation: Best of Pixies, accompagnata da un DVD contenente un'esibizione live, alcuni videoclip della band, ed un documentario.
Il 15 giugno del 2004, la band pubblicò Bam Thwok, la prima canzone inedita dai tempi di Trompe le Monde. Originariamente composta per i titoli di testa del film d'animazione Shrek 2, ma non inclusa poi nella colonna sonora finale perché sostituita da Accidentally in Love dei Counting Crows, Bam Thwok venne pubblicato esclusivamente per la vendita tramite iTunes raggiungendo la posizione numero uno della Official Downloads Chart, la classifica ufficiale dei singoli e degli album più venduti in formato digitale nel Regno Unito. Scritta e cantata da Kim Deal, il suo testo, a carattere surreale e nonsense (tipico della band), trae ispirazione da un libro d'arte per bambini rinvenuto casualmente in una strada di New York.
Il 26 maggio 2005, i Pixies iniziarono il loro nuovo tour in Nord America, da Portland (con i Weezer come band di supporto) a cui seguirono delle esibizioni in diversi festival come il Lollapalooza, i festival di Leeds e di Reading. Il 4 agosto si esibiscono per la prima volta in un concerto acustico al The Egg di Albany (New York), replicando due giorni dopo al Newport Folk Festival, in un'esibizione registrata e pubblicata in DVD e CD in edizione limitata.
Dal 2005 band ha poi continuato ad esibirsi dal vivo fino alla fine del 2011.

### 2013: l'abbandono di Deal
Il 14 giugno 2013 è stato annunciato sul profilo Twitter della band che Kim Deal, dopo 27 anni di attività, aveva abbandonato il gruppo. Due settimane dopo, la band ha pubblicato una nuova canzone, Bagboy, scaricabile gratuitamente sul sito dei Pixies. Le parti vocali della canzone sono state eseguite da Jeremy Dubs del gruppo The Bennies. Il 1º luglio 2013, i Pixies hanno annunciato che Kim Shattuck, chitarrista e cantante delle band The Muffs e The Pandoras, avrebbe sostituito Kim Deal per il tour europeo del 2013. Il 3 settembre 2013 la band ha pubblicato un nuovo EP, intitolato semplicemente EP1, a cui faranno seguito altri EP di prossima uscita, nel corso del 2014. L'8 settembre è uscito il video ufficiale del brano Andro Queen. Nel dicembre 2013, Kim Shattuck, termina la sua breve permanenza nel gruppo e viene sostituita da Paz Lenchantin, ex bassista degli A Perfect Circle e degli Zwan.

### 2014-presente: i nuovi album
Il 3 gennaio 2014 il gruppo ha pubblicato il loro secondo EP della serie iniziata l'anno precedente, dal titolo EP2 a cui ha fatto poi seguito il terzo disco, EP3, dato alle stampe il 24 marzo seguente. Tutti gli EP sono disponibili solo in versione download digitale e in vinile in edizione limitata. Nel mese di aprile, infine, i tre EP sono stati raccolti in formato LP e pubblicati come album, dal titolo Indie Cindy, il quinto della band e il primo in oltre due decenni, a seguito di Trompe le Monde, uscito nel 1991. Il 6 luglio 2016, i Pixies hanno annunciato che Paz Lenchantin è ufficialmente un membro della band.
Il 30 settembre 2016 viene pubblicato Head Carrier, sesto album in studio dei Pixies. Prodotto da Tom Dalgety, e registrato ai RAK Studios di Londra, il disco segna la prima apparizione su LP della bassista Paz Lenchantin, dopo la sostituzione di Kim Deal. Il titolo dell'album fa riferimento a un cefaloforo, ovvero un santo martire, che dopo la decapitazione, raccoglie la propria testa mozzata reggendola fra le mani e, più precisamente, a San Dionigi di Parigi. L'album è stato annunciato ufficialmente il 6 luglio con l'uscita del suo primo singolo Um Chagga Lagga, seguito da un secondo singolo dal titolo Talent, pubblicato il 17 agosto seguente.
Il 23 gennaio 2019, la band ha annunciato che, nel prossimo mese di settembre, avrebbe pubblicato, sulla loro nuova etichetta Infectious/BMG, il loro settimo album in studio, prodotto sempre da Tom Dalgety. Il 3 giugno è stato rivelato che il nome dell'album sarebbe stato Beneath the Eyrie, il cui primo singolo estratto, dal titolo On Graveyard Hill, è stato pubblicato quello stesso giorno.

## Stile
Classificato generalmente sotto il genere alternative rock, lo stile musicale della band bostoniana combina una varietà di linguaggi che vanno dal garage rock, al noise, al surf, fino al power pop in una perfetta ed originale sintesi e per un sound che vive di contrasti estremi e mette in luce la geniale abilità del gruppo nell'alternare dolcezza e aggressività, armonie caotiche e dissonanti da una parte e ritornelli pop e melodie contagiose dall'altra. «Queste sono le due componenti fondamentali della musica rock» affermò Black Francis in un'intervista «il lato sognante e il lato più rock [...] Noi cerchiamo di essere dinamici, ma in maniera semplice, perché non sapremmo fare altro. Siamo in grado di suonare forte o piano, e questo è quanto.»
Band seminale e veri e propri precursori di un genere che musicalmente è qualcosa di più della mera somma delle parti in cui, la chitarra "irregolare" di Santiago (da lui stesso definita "angolare e storta"), il sorprendente stile vocale e la dinamicità della ritmica chitarristica di Francis, la precisione e la versatilità di Lovering e le armonie vocali sussurrate di Deal unite alle sue potenti linee di basso, messe assieme danno luogo ad un incendiario miscuglio di pop, garage e noise con strutture melodiche frantumate da inserti hardcore e hard-rock, ritornelli elementari sventrati dalla violenza di urla e ritmi spasmodici.
Dal punto di vista delle liriche, invece, la vocazione della band all'utilizzo di contenuti estremi insoliti ed oscuri e generalmente poco esplorati viene mutuata dalla band con piglio assolutamente autoironico, talvolta in maniera erudita e talaltra in modo surreale e demenziale. Soggetti che, per la maggior parte composti da Francis, contengono riferimenti al surrealismo, alla religione, al sesso, a torture e mutilazioni, alla violenza biblica, alla morte, a tematiche extraterrestri e alla cultura pop in generale. Una vena compositiva sicuramente influenzata dal background culturale del cantante che infatti cita, tra le sue influenze, il cinema surrealista di autori come David Lynch (una cover di In Heaven, dalla colonna sonora del film Eraserhead, è infatti contenuta nell'album live Pixies at the BBC del 1998 e nella compilation Complete 'B' Sides del 2001) e Luis Buñuel, il cui film Un chien andalou è alla base del testo di Debaser.

## Formazione

### Formazione attuale
- Frank Black - voce, chitarra acustica (1986-1993, 2004-presente)
- Joey Santiago - chitarra elettrica (1986-1993, 2004-presente)
- David Lovering - batteria (1986-1993, 2004-presente)

### Ex componenti
- Kim Deal - voce, basso (1986-1993, 2004-2013)
- Kim Shattuck - basso (sostituta temporanea di Kim Deal per il tour europeo del 2013)
- Paz Lenchantin - basso, voce (2013-2024)

## Discografia

### Album in studio
- 1988 – Surfer Rosa
- 1989 – Doolittle
- 1990 – Bossanova
- 1991 – Trompe le Monde
- 2014 – Indie Cindy
- 2016 – Head Carrier
- 2019 – Beneath the Eyrie
- 2022 – Doggerel
- 2024 - The Night The Zombies Came

### Album dal vivo
- 2004 – Live in Minneapolis, MN
- 2004 – Live in Winnipeg, MB
- 2004 – Live at Brixton Academy
- 2004 – Live in Toronto, ON
- 2005 – Live in Denver, CO
- 2005 – Live in Cleveland, OH
- 2005 – Live in Raleigh, NC
- 2005 – Live in Baltimore, MD
- 2005 – Live at Voodoo 04
- 2006 – Hey – Live Pixies 2004–2005

### Raccolte
- 1992 – Surfer Rosa/Come on Pilgrim
- 1997 – Death to the Pixies 1987–1991
- 1998 – Pixies at the BBC
- 2001 – Complete B–Sides
- 2002 – Pixies (The Purple Tape)
- 2004 – Wave of Mutilation: Best of Pixies

### EP
- 1987 – Come on Pilgrim
- 1987 - Demos
- 1988 – Gigantic
- 1989 – Dancing the Manta Ray
- 2003 – Debaser Studio EP
- 2012 – Coachella '04 EP
- 2013 – EP1
- 2014 – EP2
- 2014 – EP3

### Singoli
- 1989 – Here Comes Your Man
- 1989 – Monkey Gone to Heaven
- 1990 – Dig for Fire
- 1990 – Velouria
- 1991 – Alec Eiffel
- 1991 – Planet of Sound
- 1992 – Head On
- 1997 – Debaser
- 2004 – Bam Thwok
- 2016 – Tenement Song
- 2020 – Hear Me Out
- 2022 – There's a Moon On
- 2024 – You're so Impatient[57]

## Videografia

### Videoclip
- 1989 - Monkey Gone to Heaven
- 1989 - Here Comes Your Man
- 1990 - Velouria
- 1990 - Dig for Fire
- 1990 - Allison
- 1991 - Planet of Sound
- 1991 - Alec Eiffel
- 1991 - Head On
- 1997 - Debaser
- 2013 - Bagboy
- 2013 - Indie Cindy
- 2013 - Another Toe in the Ocean
- 2016 - Tenement Song

### DVD
- 2004 - Pixies
- 2005 - Pixies: "Sell Out" Reunion Tour 2004
- 2006 - loudQUIETloud: A Film About the Pixies
- 2006 - "Acoustic" Live In Newport